# ملكة جمال الكون 1996
ملكة جمال الكون 1996 هي مسابقة ملكة جمال الكون الخامسة والأربعين في تاريخ مسابقة ملكة جمال الكون منذ انطلاقتها عام 1952، تم عقد مسابقة في 17 مايو 1996 في مسرح علاء الدين للفنون الاستعراضية في لاس فيجاس، نيفادا، الولايات المتحدة. تنافس سبعة وسبعون متسابقة في هذا العام، في نهاية الحدث توجت أليسيا ماتشادو من فنزويلا بشيلسي سميث من الولايات المتحدة. كان من المقرر في الأصل أن تقام المسابقة في جوهانسبرغ، جنوب إفريقيا. ومع ذلك، لأسباب مالية، لم تستطع جنوب أفريقيا استضافة المسابقة وتم نقل ملكة جمال الكون إلى لاس فيغاس.

## النتائج

### المراكز النهائية
| النتائج النهائية     | المتنافسة                                                                                        |
| -------------------- | ------------------------------------------------------------------------------------------------ |
| ملكة جمال الكون 1996 | - فنزويلا - أليسيا ماتشادو                                                                       |
| الوصيفة الأولى       | - أروبا - تارين مانسيل                                                                           |
| الوصيفة الثانية      | - فنلندا - لولا أودوسوجا                                                                         |
| أفضل 6               | - المكسيك - فانيسا غوزمان - روسيا - الميرا شمسوالدينوفا - الولايات المتحدة - آلي لاندري          |
| أفضل 10              | - إلسالفادور - ميلينا مايورغا - الهند - سانديا شيب - بيرو - ناتالي ساكو - السويد - أنيكا دوكمارك |

## المتسابقات
- الأرجنتين - فيرونيكا ليديزما
- أروبا - تارين مانسيل
- أستراليا - جودي مكمولين
- النمسا - ميشيل راي كولي
- بلجيكا - فيرونيك دي كوك
- بليز - افا لوفيل
- بوليفيا  - ناتاليا كروننبولد أغيليرا
- بونير - جيسي فاسيسا
- البرازيل - ماريا جوانا باريزوتو
- جزر العذراء البريطانية - لينيت سميث
- بلغاريا - ماريا سينيجروفا
- كندا - رينيت كروز
- جزر كايمان - تاشا إيبانكس
- تشيلي - أندريا لولييه ترونكوسو
- كولومبيا - لينا ماريا جافيريا فوريرو
- جزر كوك - فيكتوريا كيل
- كوستاريكا - دافني زيليدون مونج
- كوراساو - فانيسا دوريندا مامبي
- قبرص - فروسو سبيرو
- جمهورية التشيك - ريناتا هورنوفوفا
- الدنمارك - أنيت أولدينبورغ
- جمهورية الدومينيكان - ساندرا ناتاشا أبرو ماتوسيفيسيوس
- الإكوادور - مونيكا بولينا شالا ميخيا
- مصر - هديل أبو النجا
- إلسالفادور - ميلينا مايورغا
- إستونيا - هيلين ماهمستول
- فنلندا - لولا أودوسوجا
- فرنسا - لوري بيلفيل
- ألمانيا - ميريام روبيرت
- غانا - بيرل أمواه
- بريطانيا - أنيتا سانت روز
- اليونان - نينا جورجالا
- غواتيمالا - كارلا هانيلور بيتيتا فوركيل
- هندوراس - يازمين روسانا فيالوس بوساك
- هونغ كونغ - صوفي رحمن
- المجر - أندريا ديك
- آيسلندا - هرافنهيلدور هافستيندوتر
- الهند - سانديا شيب
- إندونيسيا - علياء روهالي
- جمهورية أيرلندا - جوان بلاك
- إسرائيل - ليراز مسيلاتي
- إيطاليا - آنا فالي
- جامايكا - ترودي آن فيرجسون
- كوريا - كيم يون جونغ
- لبنان - جوليا سوري
- ماليزيا - أديلين أونج سيو فونج
- مالطا - روزان فاروجيا
- المكسيك - فانيسا جوزمان
- ناميبيا - فجمة أبسولوم
- هولندا - مارجا دي جراف
- نيوزيلندا - سارة برادي
- جزر ماريانا الشمالية - بيلفيلين أدا تينوريو
- النرويج - إنغر ليز إبلتوفت
- بنما - رينا رويو
- باراغواي - مارتا إليزابيث لوفيرا باركيه
- بيرو - ناتالي باتريشيا ساكو أنجليس
- الفلبين - أيلين لينغ مارفوري داميليس
- بولندا - مونيكا خروشتشيتسكا-فنينتشاك
- البرتغال - ريتا كارفالو
- بورتوريكو - ساريبل فيليلا كابيزا
- رومانيا - روبرتا أناستاس
- روسيا - إلميرا شمسوتدينوفا
- سنغافورة - أنجيلين بوت
- سلوفاكيا - إيفيتا يانكولاروفا
- جنوب أفريقيا - كارول آن بيكر
- إسبانيا - ماريا خوسيه سواريز بينيتيز
- سريلانكا - شيفانثيني دارماسيري
- السويد - أنيكا دكمارك
- سويسرا - ستيفاني بيرغر
- تايوان - تشين هسياو فين
- تايلاند  - نيراشالا كوميا
- ترينيداد وتوباغو - ميشيل كان
- تركيا - سيربيل سيفيلاي أوزتورك
- جزر توركس وكايكوس - شانيكا لايتبورن
- أوكرانيا - إيرينا بوريسوفا
- الأوروغواي - أدريانا ساندرا ميدانا
- الولايات المتحدة  - آلي لاندري
- فنزويلا - أليسيا ماتشادو فاجاردو
- زيمبابوي - لانجا سيباندا

## الروابط الخارجية
- موقع ملكة جمال الكون الرسمي